# Inés de Cuevas
Inés de Cuevas (Guaraque-Mérida, Venezuela, 3 de junio de 1941) es una autora de  literatura infantil, y escritora de  poesía para todas las edades.  Profesora de Lengua y Literatura. 

## Obras
Entre sus obras se encuentran:
- Copito de algodón (1981).
- Sueños infantiles (1984).
- La mariposa viajera (1985).
- De ronda en un papagayo (1987).
- Ratón desobediente (1988).
- Tejamos rondas, atemos risas (1996).
- Espacios para la lectura  en la escuela (1999).
- Algarabía de risas (2007)
- Los viveros literarios.

- Datos: Q5841376